# Cyrtonus almeriensis
Cyrtonus almeriensis là một loài bọ cánh cứng trong họ Chrysomelidae. Loài này được Cobos miêu tả khoa học năm 1935.